# Ограничение транзитного сообщения с Калининградской областью
Ограничение транзитного сообщения с Калининградской областью — запрет транзитных грузоперевозок между российской Калининградской областью и остальной территорией России через территорию Литвы, распространяющийся на товары, находящиеся под действием санкций Европейского Союза, наложенных на Россию за её вторжение на Украину. Ограничения вступили в силу 18 июня 2022 года и привели к запрету транзита через литовскую территорию угля, металлов, цемента, древесины, строительных материалов и высокотехнологичных изделий железнодорожным транспортом. По словам губернатора Калининградской области Антона Алиханова, запрет затронул от 40 до 50 % номенклатуры грузов, которые транспортировались между Калининградской областью и остальной частью РФ. 21 июня Литва распространила ограничения и на грузовой автотранспорт. Ряд медиа назвал принятые Литвой меры «блокадой Калининграда», вызвав ответное заявление премьер-министра Литвы Ингриды Шимоните, подчеркнувшей, что о блокаде речь не идёт и ограничения наложены только на перемещение подпадающих под санкции Евросоюза товаров. 23 июля Литва под давлением Еврокомиссии сняла ограничения на железнодорожный транзит для Калининграда, ограничившись введением с 16 сентября запрета на транзит в Калининградскую область рефрижераторов по ж/д.

## Реакция России

Калининградская область и остальная территория Европейской части России на карте Европы.

В ответ со стороны России прозвучали открытые угрозы Литве. Так, глава временной комиссии Совета Федерации по защите госсуверенитета Андрей Климов заявил, что «если ЕС не исправит ситуацию с блокадой Калининградской области Литвой, то он развяжет руки России для решения этой проблемы любыми избранными способами». МИД России охарактеризовал действия Литвы как «провокационные» и «открыто враждебные». 21 июня во время визита в Калининград секретарь Совета безопасности России Николай Патрушев заявил, что блокада со стороны Литвы была спровоцирована Западом «в нарушение... международного права». Он предупредил, что «соответствующие меры» будут приняты «в ближайшее время». «Их последствия окажут серьёзное негативное влияние на население Литвы», — добавил он. В тот же день Министерство иностранных дел России заявило, что вызвало посла Европейского союза в Москве Маркуса Эдерера в связи с «антироссийскими ограничениями» на транзит товаров между Калининградом и остальной Россией. В своём заявлении МИД РФ призвал к «немедленному» восстановлению транзита через регион и пообещал принять ответные меры, если ситуация не улучшится. По заявлениям президента, Литва будет готова, если Россия отключит её от региональной энергосистемы в ответ на блокирование железнодорожных поставок некоторых российских товаров в Калининград, военной конфронтации не ожидается.
18 августа Reuters со ссылкой на Министерство обороны России сообщило, что в Калининградскую область передислоцированы три боевых самолёта МиГ-31Э, оснащенных гиперзвуковыми ракетами «Кинжал». Сообщалось, что самолёты будут нести круглосуточное дежурство. Агентство отметило, что регион стал горячей точкой после того, как Литва предприняла шаги по ограничению транзита товаров в регион через свою территорию.

## Оценки
Эмма Эшфорд, старший научный сотрудник Центра стратегии и безопасности Скоукрофта в интервью Foreign Policy заявила о том, что все должны чётко понимать, что санкции Литвы — чрезвычайно опасный выбор и явный шаг к эскалации. По ее мнению, это потенциальная ловушка, «когда одному члену альянса — обычно меньшей и слабой стороне — удается втянуть своего партнера по альянсу в драку, которая не отвечает интересам этого партнера». Литва, как говорит Эшфорд, кажется более терпимой к риску и готовой на конфликт, чем некоторые из его союзников: Франции, Германии или США.

## Прочее
27 июня 2022 года хакеры из пророссийской группировки Killnet атаковали литовские государственные и частные веб-сайты, которые заявили, что атака была ответом на решение Вильнюса прекратить транзит некоторых товаров в рамках санкций Европейского союза в Калининград.
Налоговая служба Литвы заявила, что всю деятельность пришлось остановить из-за большого количества попыток подключения к своим системам, отметив, что «данные были в безопасности». «Основными целями являются государственные учреждения, транспортные учреждения, веб-сайты СМИ», — сказал заместитель министра обороны Маргирис Абукявичюс. Он отметил, что это является еще одним признаком ухудшения отношений между входящей в НАТО прибалтийской страной и соседней Россией.
По сообщению New York Times 28 июня работа министерств, судов и полицейских участков в Литве была парализована в связи с ложными угрозами о заложенных бомбах. Были высказаны опасения, что Россия усиливает давление на прибалтийскую страну НАТО в ответ на ограничения грузовых перевозок на изолированную российскую территорию. Угрозы заложить бомбы, которые все оказались фиктивными, но все же вызвали эвакуацию зданий, были разосланы по электронной почте всего через день после того, как компьютерные хакеры, связанные с российским государством, развязали цифровую атаку на десятки литовских государственных и частных учреждений. Исполнительный орган Европейского блока сообщил Литве в апреле, что санкции, введенные в отношении российских товаров, запрещают транспортировку подсанкционных товаров через территорию Европы. Но, стремясь избежать дальнейшей эскалации из-за Калининграда, Европейская комиссия приняла решение отступить. Ожидалось, что соответствующее решение будет объявлено на этой неделе.
13 июля представители ЕС заявили, что России разрешен транзит подпадающих под санкции товаров через страны Европейского союза по железной дороге. Это означает, что Россия может осуществлять транзит подсанкционных товаров в Калининград через Литву и Польшу.
Старший политический советник Хельсинкской комиссии от США Пол Массаро оценил решение как уступку со стороны ЕС и возможность для России обходить санкции. По его мнению, это стало серьёзным проявлением слабости со стороны ЕС.
26 июля 2022 года СМИ сообщили о прибытии в Калининград первого поезда, с тех пор, как Европейский союз заявил, что Литва должна пропускать российские товары через свою территорию. По словам губернатора области Антона Алиханова, это «весьма важное достижение».
В феврале 2024 года литовские власти решили ограничить высадку и посадку пассажиров на пограничном пункте Кяна и Кибартай с поездов, следующих в Калининград.